# 古知新
古知 新（こち あらた、1948又は1949年 -）は、日本の医師、公衆衛生の専門家。世界保健機関(WHO)のマラリアプログラムの長を務めた。WHOの結核プログラムの長を10年務めた。WHOにいる間、結核、マラリア、HIV/AIDSと戦うためのしばしば政治的に人気のない世界的な公衆衛生の介入を発展させ、その後強く推進したことで有名になった。

## 結核
直接監視下短期化学療法(DOTS)を推進したことで知られている。

## マラリア
DDTの支持者である。